# 1910-ті в музиці

## 1910
|  |

Події:
- 19 березня - прем'єра Струнного квартету № 1 Бела Бартока в Будапешті
- 25 червня - прем'єра балету Жар-птиця Ігоря Стравінського в Парижі
- 12 вересня - прем'єра Симфонії № 8, Симфонія тисячі учасників Густава Малера в Мюнхені
- Жовтень - П'єтро Масканьї і Джакомо Пуччіні миряться після їх сварки в 1905.
- 7 листопада - музична комедія Naughty Marietta на музику Віктора Герберта вперше виконується на Бродвеї
- 10 листопада - Едвард Елгар диригує на прем'єрі його Концерту для скрипки , з солістом Фріцом Крейслером
- Мері Гарден вперше виступає як сопрано Чиказької Ліричної Опери

Народились:
Твори:
Померли:

## 1911
|  |

Події:
Народились:
Твори:
Померли:

## 1912
|  |

Події:
Народились:
Твори:
Померли:

## 1913
|  |

Події:
Народились:
8 лютого - Данаї Стратігопулу, грецька співачка XX століття в жанрі легка музика, композиторка.
Твори:
Померли: